# Marinko Matosevic
Marinko Matošević (Jajce, 8 augustus 1985) is een Australisch professioneel tennisser. Matošević is sinds 2003 actief als professional.
Matošević' beste prestatie tot op heden op de ATP-tour is het bereiken van de enkelspelfinale van het ATP-toernooi van Delray Beach in 2012. 
Op de ATP Challenger Tour won Matosevic tot op heden drie toernooien.
Matosevic werd geboren in Joegoslavië, maar verhuisde op jeugdige leeftijd naar Australië.

## Palmares
| Legenda                       | Legenda               |
| ----------------------------- | --------------------- |
| Grand Slam                    |                       |
| Olympische Spelen             |                       |
| tot 2009                      | vanaf 2009            |
| Tennis Masters Cup            | ATP Finals            |
| ATP Masters Series            | ATP Tour Masters 1000 |
| ATP International Series Gold | ATP Tour 500          |
| ATP International Series      | ATP Tour 250          |

### Enkelspel
| Nr.              | Datum        | Toernooi         | Ondergrond | Tegenstander in finale | Score       | Details |
| ---------------- | ------------ | ---------------- | ---------- | ---------------------- | ----------- | ------- |
| Verloren finales |              |                  |            |                        |             |         |
| 1.               | 3 maart 2012 | ATP Delray Beach | Hardcourt  | Kevin Anderson         | 4-6, 6-7(2) | Details |

## Prestatietabel
| Legenda | Legenda                          |
| ------- | -------------------------------- |
| g.t.    | geen toernooi gehouden           |
| l.c.    | lagere categorie                 |
| –       | niet deelgenomen                 |
| G       | uitgeschakeld in de groepsfase   |
| 1R      | uitgeschakeld in de eerste ronde |
| 2R      | uitgeschakeld in de tweede ronde |
| 3R      | uitgeschakeld in de derde ronde  |
| 4R      | uitgeschakeld in de vierde ronde |
| KF      | uitgeschakeld in de kwartfinale  |
| HF      | uitgeschakeld in de halve finale |
| F       | de finale verloren               |
| W       | het toernooi gewonnen            |
| w-v     | winst/verlies-balans             |

### Prestatietabel grand slam, enkelspel
| Toernooi        | 2010 | 2011 | 2012 | 2013 |
| --------------- | ---- | ---- | ---- | ---- |
| Australian Open | 1R   | 1R   | 1R   | 1R   |
| Roland Garros   | –    | –    | –    |      |
| Wimbledon       | –    | 1R   | –    |      |
| US Open         | –    | 1R   | –    |      |

### Prestatietabel grand slam, dubbelspel
| Toernooi        | 2010 | 2011 | 2012 | 2013 |
| --------------- | ---- | ---- | ---- | ---- |
| Australian Open | 1R   | 1R   | 2R   | 1R   |
| Roland Garros   | –    | –    | 1R   |      |
| Wimbledon       | –    | –    | –    |      |
| US Open         | –    | –    | 3R   | –    |